# Červen 2012
1. června – pátek
- Kauza Rath: Ústečtí žalobci předali případ středočeskému státnímu zastupitelství. Učinili tak, protože se nejpřísněji kvalifikovaný skutek stal v Rudné, tedy ve Středočeském kraji.[1]

2. června – sobota
- Bývalý egyptský prezident Husní Mubárak byl odsouzen na doživotí za zločiny spáchané při protivládních nepokojích v únoru 2011. Jeho synové a blízcí spolupracovníci byli soudem osvobozeni.[2] Na protest proti podle nich mírnému rozsudku vyrazily tisíce Egypťanů do ulic Káhiry a dalších měst.[3]

3. června – neděle
- Skončila česko-slovenská talentová show Hlas Česko Slovenska. Vítězkou se stala Ivanna Bagová z týmu Michala Davida, druhá byla Anna Veselovská z týmu Rytmuse, třetí Markéta Poulíčková z týmu Josefa Vojtka, Miloš Novotný z týmu Dary Rolins skončil čtvrtý.[4]
- Letadlo McDonell Douglas MD-83 společnosti Dana Air se 153 cestujícími na palubě letu 992 společnosti Dana Airse krátce po startu zřítilo na dvoupatrové domy v nigerijském městě Lagosu. Je hlášeno celkem 165 obětí na životech.[5]
- V Koutech nad Desnou skončil šestnáctý ročník mezinárodní soutěže pro posádky zdravotnických záchranných služeb Rallye Rejvíz.[6]

5. června – úterý
- V úterý před půlnocí byl na některých místech planety Země vidět vzácný astronomický úkaz – přechod Venuše. Při něm planeta Venuše prošla mezi Sluncem a Zemí, čímž zakryla malou část slunečního kotouče. Úkaz trval několik hodin, až do středy 6. června ráno, přesné časové rozmezí se lišilo podle místa na Zemi. Na pozorování se chystalo mnoho odborníků i amatérských pozorovatelů.[7]

6. června – středa
- Již druhý mimořádně velký masakr civilního obyvatelstva během 2 týdnů je hlášen ze Sýrie. Ve vesnici Kubajr u města Hamá ve střední části země bylo zabito nejméně 86 lidí. Pozorovatelé OSN, kteří se pokusili dostat na místo, se dostali pod palbu. Zmocněnec OSN Kofi Annan na zasedání Rady bezpečnosti OSN vyzval k „výraznému tlaku“ na režim Bašára al-Asada, jinak se krize v Sýrii brzy vymkne kontrole.[8][9]
- Ve věku 91 let zemřel v Los Angeles světoznámý spisovatel žánru sci-fi a fantasy Ray Bradbury.[10]
- Ve věku 52 let zemřel legendární ruský hokejista a dvojnásobný olympijský vítěz Vladimir Krutov.[11]

7. června – čtvrtek
- Cenu Josefa Vavrouška získali biolog a politik Pavel Šremer a politik Martin Bursík.[12][nedostupný zdroj]

8. června – pátek
- V Polsku a na Ukrajině bylo zahájeno Mistrovství Evropy ve fotbale 2012.[13] V úvodním zápase v polské Vratislavi porazila Ruská fotbalová reprezentace český tým v poměru 4:1.[14]

9. června – sobota
- Ruská tenistka Maria Šarapovová vyhrála poprvé v kariéře Roland Garros a jako desátá hráčka historie zkompletovala kariérní grandslam. Současně se vrátila na pozici světové jedničky.[15]

10. června – neděle
- V Keni v zalesněné oblasti pohoří Ngong nedaleko hlavního města Nairobi se kolem 8.30 tamního času (7.30 SELČ) zřítil policejní vrtulník Eurocopter AS 350B3e Ecureuil v. č. 7238 poznávací značky 5Y-CDT. Na palubě měl 6 lidí včetně šestašedesátiletého ministra vnitřní bezpečnosti Georga Saitotiho a jeho náměstka Orwy Ojodeho, všichni zahynuli. Příčina nehody zatím není známá.[16] Prezident Keni Mwai Kibaki vyhlásil třídenní státní smutek.[17]

11. června – pondělí
- V prvním kole francouzských parlamentních voleb vyhrála se ziskem 47 % hlasů levicová koalice pod vedením socialistů Parti socialiste. Pravicová UMP získala pouze 34 % hlasů a krajně pravicová Národní fronta 13 %.[18]

12. června – úterý
- Ve svém druhém zápase na Mistrovství Evropy ve fotbale 2012 porazila česká reprezentace ve Vratislavi mužstvo Řecka v poměru 2:1.[19]

13. června – středa
- Detektivové protikorupční služby policie požádali sněmovnu, aby zbavila imunity poslankyni TOP 09 Vlastu Parkanovu, kterou chtějí obvinit ze zneužití pravomoci veřejného činitele v souvislosti s nákupem armádních letounů CASA C-295 pro Vzdušné síly Armády České republiky.[20]
- Prezident Kontinentální hokejové ligy (KHL) Alexander Medveděv na konferenci v Barceloně představil plán na rozšíření KHL. Nejpozději od sezony 2014/2015 by ji mělo hrát 64 mužstev z 20 evropských států.[21]

14. června – čtvrtek
- V Brně zemřel český levicový politik, mluvčí Charty 77 a ministr vlády Petra Pitharta Jaroslav Šabata.[22]

16. června – sobota
- Ve věku 87 let zemřela herečka Jaroslava Adamová.[23]
- V Ženevě zemřel ve věku 78 let saúdskoarabský korunní princ Najíf ibn Abd al-Azíz Saúd, který se následníkem trůnu stal osm měsíců předtím.[24]
- Ve svém třetím zápase na Mistrovství Evropy ve fotbale 2012 porazila česká reprezentace ve Vratislavi mužstvo Polska v poměru 1:0 a postoupila do čtvrtfinále.[25]

17. června – neděle
- Ve věku 47 let zemřel Rodney King, jehož brutální napadení se roku 1992 stalo podnětem pro masivní nepokoje v Los Angeles.[26]

18. června – pondělí
- Ve Spojených státech přistál po 15měsíční misi bezpilotní raketoplán X-37B, který do vesmíru vyslaly americké vzdušné síly.[27]
- Ve věku 58 let zemřel primář Vladimír Koza, průkopník transplantace kostní dřeně v Česku a zakladatel registru dárců.[28]
- Novým korunním princem Saúdské Arábie se stal ve věku 76 let Salmán ibn Abd al-Azíz Saúd.[29]

19. června – úterý
- Vojenská nemocnice v Káhiře oznámila, že bývalý egyptský prezident Husní Mubárak je klinicky mrtev.[30]
- Ve Švýcarsku zemřel nejstarší miliardář na světě – Walter Haefner, jenž byl podle časopisu Forbes celkově na 248. místě. Nyní je tak nejstarším miliardářem americký bankéř David Rockefeller (97).[31]

21. června – čtvrtek
- Ve čtvrtfinálovém zápase na Mistrovství Evropy ve fotbale 2012 podlehla česká reprezentace ve Varšavě mužstvu Portugalska v poměru 1:0, a na turnaji tak končí.[32]

22. června – pátek
- Paraguayský parlament odvolal prezidenta Fernanda Luga kvůli jeho údajné odpovědnosti za smrt 17 osob při ozbrojeném incidentu mezi rolníky a policisty v polovině června.[33]
- Syrská protivzdušná obrana sestřelila nad mořem tureckou stíhačku F-4 Phantom.[34]

23. června – sobota
- Americký atlet Ashton Eaton vyhrál desetibojařský závod na americké olympijské kvalifikaci v Eugene ziskem 9039 bodů, čímž o 13 bodů překonal dosavadní nejlepší světový výkon Romana Šebrleho (9026), a stal se tak novým světovým rekordmanem v této atletické disciplíně.[35]
- Celek FC Radlice od příští sezony nebude hrát na fotbalovém hřišti na Císařské louce. Hřišti, kde se dne 29. března 1896 uskutečnilo historicky první derby Slavie a Sparty, tak hrozí zánik. Místo něj by zde mělo vyrůst golfové odpaliště.[36]
- Na chorvatské dálnici A1 poblíž města Gospić havaroval český autobus. Při nehodě zemřelo 8 lidí a dalších 44 je zraněno.[37]

24. června – neděle
- Ve věku 23 let zemřel španělský fotbalista Miki Roqué, který byl považován za jeden z největších talentů španělského fotbalu.[38]
- Vítězem prezidentských voleb v Egyptě se stal islamista Muhammad Mursí, který porazil v druhém kole bývalého premiéra z éry loni svrženého režimu Ahmada Šafíka. Panují však obavy, že po oznámení výsledku tohoto historického volebního klání propuknou v zemi nepokoje.[39]
- Brazílie a Argentina stáhly své velvyslance v Paraguayi poté, co byl parlamentem sesazen dosavadní prezident Fernando Lugo. Novým prezidentem se stal Federico Franco, kterého odmítla za hlavu státu uznat Bolívie, Venezuela a Ekvádor.[40]
- Bývalý libyjský premiér Alí Bagdádí Alí al-Mahmúdí, jenž byl vypovězen z Tuniska, byl po převozu do Tripolisu zadržen, aby byl postaven před soud.[41]
- Na Galapágách uhynul Osamělý George, přibližně sto let starý želví samec, který byl posledním známým exemplářem vzácného poddruhu želvy sloní z ostrova Pinta.[42]

26. června – úterý
- Španělsko oficiálně požádalo Evropskou unii o pomoc pro své banky. Podle současných odhadů budou španělské banky potřebovat finanční podporu v rozmezí 50 až 60 miliard eur.[43]
- V souvislosti s šedesátým výročím vlády Alžběty II. bude hodinová věž, v níž se nachází Big Ben, přejmenována na Elizabeth Tower.[44]

27. června – středa
- Prezident Václav Klaus na návrh předsedy vlády Petra Nečase odvolal Jiřího Pospíšila z funkce ministra spravedlnosti.[45][46][47]
- V Damašku byla napadena provládní televize, tři lidé zemřeli. Syrský prezident Bašár al-Asad prohlásil, že se země nachází ve válce a všechna politická opatření musí být podřízena vítězství.[48]

29. června – pátek
- Prezident republiky Václav Klaus jmenoval generálporučíka Petra Pavla náčelníkem Generálního štábu Armády České republiky.[49]

30. června – sobota
- Byla aplikována přestupná sekunda, jednosekundová opravu, nepravidelně aplikovanou v systému měření času UTC. Jejím cílem je udržovat systém UTC synchronní s nepravidelnou rotací Země. Přestupná sekunda nemá nic společného s přestupným rokem.